# Gwyn ap Nudd
Gwyn ap Nudd – w mitologii walijskiej bóg krainy Annwn (zaświatów). 
We wczesnowalijskim poemacie  był również bogiem wojny i towarzyszył duszom zmarłych do Annwn. Porwał dziewicę o imieniu Creiddylad, gdy uciekła ona z Gwythrem ap Greidawl, który od dawna był rywalem Gwynna. Wojna pomiędzy nimi rozpoczęła się 1 maja i symbolizowała walkę lata z zimą.